# Тинслей, Беатрис Мюриэл Хилл
Беатрис Мюриэл Хилл Тинслей (англ. Beatrice Muriel Hill Tinsley, 27 января 1941 — 23 марта 1981) — новозеландский астроном и космолог. Её исследования внесли фундаментальный вклад в понимание того, как галактики меняются со временем.

## Жизнь
Имя при рождении — Беатрис Мюриэл Хилл (Beatrice Muriel Hill). Родилась в Честере (Англия) в 1941 году, была средней из трёх сестёр. Вместе с семьёй переехала в Новую Зеландию после Второй Мировой войны. Семья сначала жила в Крайстчёрче, потом надолго переехала в Нью-Плимут. Отец Беатрис был священником и участником движения Морального перевооружения, позже стал мэром. Во время учёбы в Крайстчёрче Беатрис вступила в брак с университетским однокурсником, физиком Брайаном Тинслеем. Она не знала, что брак будет мешать ей: она не сможет работать в университете, пока там работает муж. В 1963 году они переехали в США, в г. Остин в Техасе, но там она столкнулась с аналогичными ограничениями. В 1974 году, после многолетних поисков компромисса между домом, семьёй и двумя несовместимыми карьерами, она ушла от мужа и двоих приёмных детей, чтобы стать помощником профессора (assistant professor) в Йеле. Она работала там до самой смерти. Умерла от рака в 1981 году в больнице Йеля. Её прах покоится на университетском кладбище.

## Образование
Тинслей посещала Среднюю школу для девочек в Нью-Плимуте, затем училась в Университете Кентербери, где получила степень бакалавра естественных наук (B.Sc.), а в 1961 году — степень магистра естественных наук, с дипломом отличия первой степени (First Class Honours) по физике. Докторскую степень получила в 1966 году в Техасском университете в Остине, докторская диссертация — «Эволюция галактик и её значение для космологии» (англ. Evolution of Galaxies and its Significance for Cosmology).

## Профессиональная деятельность
Тинслей впервые провела теоретическое исследование того, как изменяются со временем поколения звёзд и как они влияют на наблюдаемые характеристики галактик. Также она участвовала в фундаментальном исследовании моделей Вселенной с целью ответить на вопрос: является Вселенная открытой или замкнутой . Её модели галактик привели к первым результатам в понимании того, как должны выглядеть протогалактики.
В 1974 году в знак признания её работы над эволюцией галактик Американское астрономическое общество присудило ей премию Энни Джамп Кэннон по астрономии «за выдающееся исследование и перспективы дальнейших исследований, которые будут проводиться женщиной, защитившей докторскую диссертацию».
В 1977 году Тинслей вместе с Ричардом Ларсоном из Йеля организовала конференцию «Эволюция галактик и звёздных поколений».
Вскоре после этого в 1978 году она стала профессором астрономии в Йельском университете. Её последняя научная работа, направленная в Астрофизический журнал за десять дней до её смерти, была опубликована посмертно в ноябре того же года без исправлений.

## Память
В 1986 году Американское астрономическое общество учредило премию Беатрис Тинслей, присуждаемую «за выдающийся вклад в астрономию или астрофизику, носящий особенно инновационный характер». Премия не имеет ограничений по гражданству или месту жительства кандидатов.
Её именем назван астероид из главного пояса 3087 Беатрис Тинслей, открытый в 1981 году Университетской обсерваторией Маунт Джон, расположенной около озера Текапо.
Техасский университет в Остине в 1989 году за счёт эндаумент-фонда учредил должность приглашённого профессора им. Беатрис Тинслей. Выдающийся старший научный сотрудник (senior professor) или научный сотрудник, находящийся посередине карьерной лестницы (mid-career professor), приглашается на эту должность для работы сроком до семестра. В 2007 году там же была учреждена стипендия Тинслей, присуждаемая молодым исследователям для кратковременного посещения Остина.
В 2005 году в театре Circa Theatre в Веллингтоне была поставлена пьеса «Яркая звезда» (Bright Star), посвящённая жизни Беатрис Тинслей. Веллингтонское астрономическое общество проводило сеансы наблюдения в телескоп на набережной, ближайшей к Национальному музею Новой Зеландии.
В сентябре 2009 году факультет физики и астрономии Университета Кентербери основал Институт Беатрис Тинслей. В этом институте проводятся исследовательские программы факультета, обучение, программы высшего образования, связанные с астрономией и астрофизикой, а также хранится оборудование.
В декабре 2010 году Географический совет Новой Зеландии официально назвал именем Тинслей гору, расположенную во Фьордленде в горах Кеплера (названных по имени астронома Иоганна Кеплера).
В 2012 году Королевское астрономическое общество Новой Зеландии учредило лекции им. Беатрис Хилл Тинслей.

## Избранные публикации
- «An accelerating universe» 1975, Nature 257, 454—457 (9 October 1975); doi:10.1038/257454a0
- Correlation of the Dark Mass in Galaxies with Hubble type, 1981, Royal Astronomical Society, Monthly Notices, vol. 194, p. 63-75
- Relations between Nucleosynthesis Rates and the Metal Abundance, 1980, Astronomy and Astrophysics, vol. 89, no. 1-2, p. 246—248
- Stellar Lifetimes and Abundance Ratios in Chemical Evolution, 1979, Astrophysical Journal, Part 1, vol. 229, p. 1046—1056
- Colors as Indicators of the Presence of Spiral and Elliptical Components in N Galaxies, 1977, Publications of the Astronomical Society of the Pacific, vol. 89, p. 245—250
- Surface Brightness Parameters as Tests of Galactic Evolution, 1976, Astrophysical Journal, vol. 209, p. L7-L9
- The Color-Redshift Relation for Giant Elliptical Galaxies, 1971, Astrophysics and Space Science, Vol. 12, p. 394